# Mathias Hausberger
Mathias Hausberger (* 24. Juni 1998) ist ein österreichischer Fußballspieler.

## Karriere
Hausberger begann seine Karriere bei der Union Neuhofen/Ybbs. Zur Saison 2012/13 wechselte er zur SG Waidhofen/Ybbs. Im März 2015 schloss er sich dem Landesligisten SV Gaflenz an. In den folgenden fünf Jahren kam Hausberger zu insgesamt 84 Einsätzen für Gaflenz in der Landesliga. Im Jänner 2020 wechselte er zum Salzburger Regionalligisten USK Anif. Für Anif spielte er 42 Mal in der Regionalliga Salzburg.
Zur Saison 2022/23 wechselte Hausberger zum Ligakonkurrenten SV Austria Salzburg. Für die Austria absolvierte er in der Saison 2022/23 28 Partien in der Regionalliga Salzburg. Nach deren Auflösung wurde Salzburg zur Saison 2023/24 in die drittklassige Regionalliga West eingegliedert. In dieser kam der Verteidiger in der Saison 2023/24 zu 22 Einsätzen, mit Salzburg wurde er Meister; das Team durfte mangels Zweitliga-Zulassung aber nicht aufsteigen.
Hausberger schloss sich daraufhin zur Saison 2024/25 dem Zweitligisten SKU Amstetten an. Sein Debüt in der 2. Liga gab er im September 2024, als er am achten Spieltag jener Saison gegen den SV Horn in der Startelf stand. Für Amstetten absolvierte er vier Zweitligapartien. Nach der Saison 2024/25 verließ er den Verein wieder.
Zur Saison 2025/26 wechselte er anschließend zur viertklassigen DSG Union Perg.